# Miłów
Miłów [pronunciación en polaco: /ˈmiwuf/] (en alemán: Mühlow) es un pueblo en el distrito administrativo de Gmina Maszewo, dentro del Distrito de Krosno Odrzańskie, Voivodato de Lubusz, en el oeste de Polonia. Se encuentra aproximadamente 5 kilómetros al noroeste de Maszewo, 18 kilómetros al oeste de Krosno Odrzańskie, 48 kilómetros al oeste de Zielona Góra, y 78 kilómetros al sur de Gorzów Wielkopolski.
El pueblo tiene una población de 150 . 

## Residentes notables
- Willi Reschke (1922-2017), piloto de la Luftwaffe